# Цао Гоцзю
Цао Гоцзю (кит. 曹國舅) — последний из Восьми Бессмертных даосского пантеона. Он известен также со следующими именами:
- Цао И (кит. 曹佾, cáo yì) (при рождении Гунбо (кит. 公伯, gōng bó))
- Цао Цзин (кит. 曹景, cáo jǐng)
- Цао Цзинсю (кит. 曹景休, cáo jǐng xiū)
- Цао Ю (кит. 曹友, cáo yǒu).

О нём говорится. что он — родной дядя императора Сун как младший брат императрицы Цао Тайхоу (кит. 曹太后, cáo tàihòu).
В исторических записях имеется несколько наложниц Цао, но только одна стала императрицей
Цишэнгуансянь (кит. 慈聖光獻皇后, cí shèng guāng xiàn huáng hoù) (1015—1079), жена четвёртого сунского императора Жэньцзуна (仁宗), но никто из их детей не стал императором.
Однако данное соображение не делает невозможным наличие у императора дяди Цао, потому что используемый китайский термин «дядя» может означать также "брат жены (妻舅 qī jiù) или (舅子 jiù zǐ). Хотя по летописям у Цишэнгуансянь не было младшего брата Цао, прозвище императорского дяди могло быть добавлено позже.
Брат Цао Гоцзю по имени Цао Цзинчжи (кит. 曹景植, cáo jǐng zhí) обладал необузданным нравом, но никто не рисковал его трогать из-за его положения как брата императрицы, даже после того, как тот убил человека. Цао Гоцзю было это очень неприятно и стыдно, и он покинул службу при дворе и вернулся домой.
Цао Гоцзю изображают в красной форме и головном уборе чиновника высокого ранга, с нефритовой табличкой, дающей право входить в дворец. Иногда рисуют с трещотками в руках.
Его нефритовая табличка может очистить всё вокруг.

## Легенды

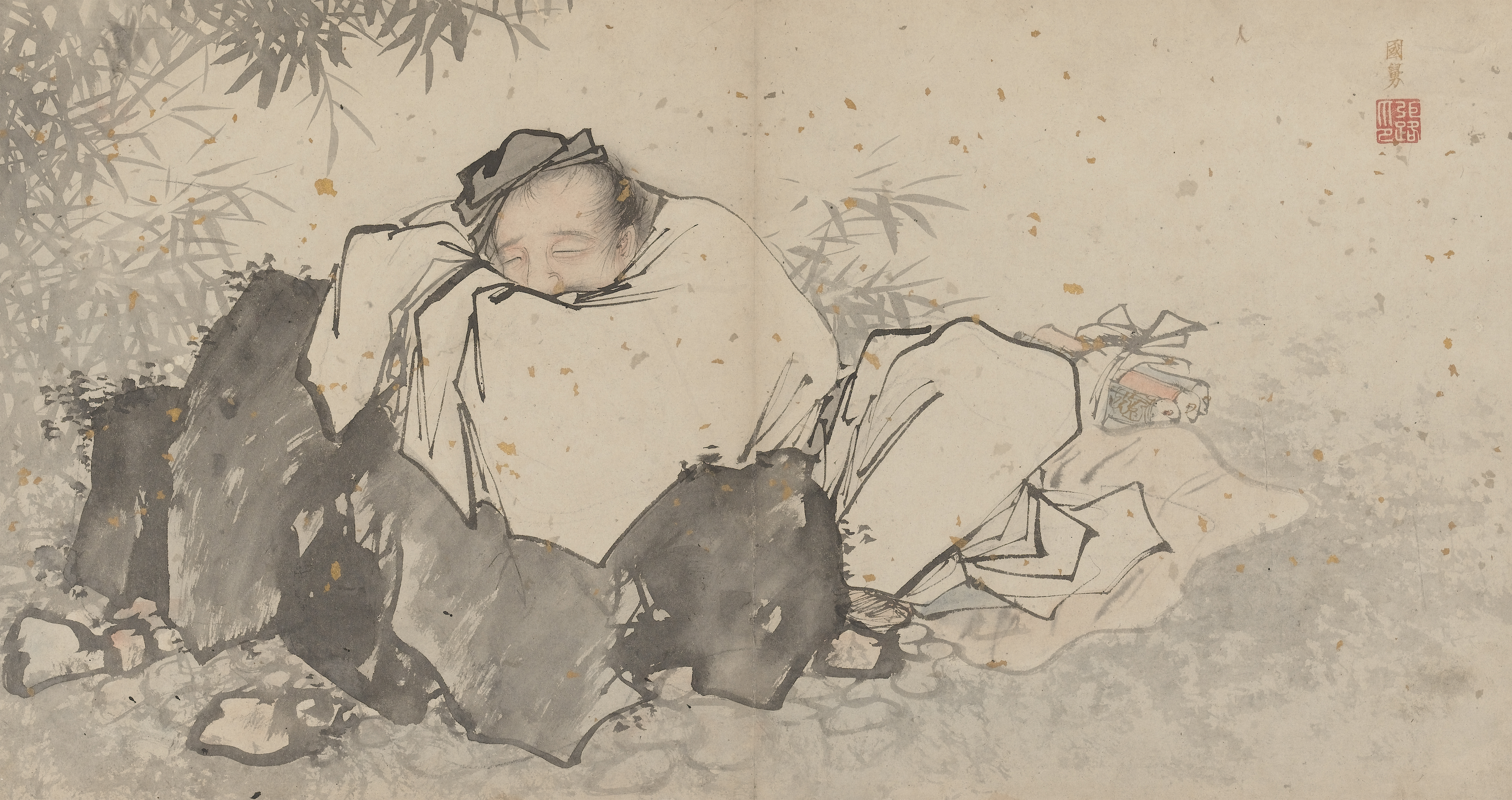
Цао Гоцзю, картина художника Чжан Ли (1464—1538) периода династии Мин

Когда Цао покинул дворец, император предложил ему золота, чтобы он мог содержать себя в пути, но Цао с достоинством отказался. Тогда правитель дал ему золотую пластину с печатью, позволяющего свободно перемещаться по всей стране.
Переправляясь как-то через реку Хуанхэ, Цао Гоцзю предложил лодочнику эту пластину вместо оплаты, отчего тот перепугался. В лодке находился странствующий даос, который сказал Цао Годзю: «Зачем ты пугаешь простых людей? Выкинь лучше эту пластину, пока не наделал бед!». Цао Гоцзю понял, что перед ним не обычный человек, и подчинился, выбросил пластину в реку. Этим даосом оказался сам Люй Дунбинь, он увидел чистоту помыслов Цао и взял его с собой странствовать.